# Chiesa di Santo Stefano in Borgogna
La chiesa di Santo Stefano in Borgogna era una chiesa di Milano. Situata in via della Cerva, fu demolita nel 1930

## Storia e descrizione
Sull'origine del nome vi sono più ipotesi: la prima, descritta dal Lattuada, sosteneva l'origine del nome con il fatto che la zona fosse abitata nel XIV secolo da gente della Borgogna, mentre una seconda descritta dal Sormani sostiene che il nome fu dato perché nella zona abitava la famiglia dei Bergonzi, testimoniata dal fatto che nella chiesa vi erano varie decorazioni che riportavano l'effigie della famiglia.
Attestata sin dal 1300, l'ultimo aspetto della chiesa era dovuto ai rimaneggiamenti voluti dal cardinale Federico Borromeo assegnati all'architetto Michelangelo Greco che gli diede una facciata con paraste ioniche e quattro nicchie. L'interno era suddiviso in una sola navata e possedeva tre altari, di cui il principale dedicato alla Vergine Maria conteneva un dipinto di Panfilo Nuvolone.
La chiesa, già sconsacrata nel XIX secolo, servì come magazzino di carbone prima della demolizione nel 1930.